# 西海アメリカンフェスティバル
西海アメリカンフェスティバル（さいかい-）は、長崎県佐世保市においてかつて毎年夏に開催されていた祭り。正式名称は西海アメリカンフェスティバル・イン佐世保。市民にはアメフェス等の通称で呼ばれた。

## 概要
第1回は西海国立公園の指定30周年を祝う記念行事として、1985年（昭和60年）8月3日・4日の2日間開催された。企画・運営は佐世保青年会議所が行い、場所は通常民間には開放されていない市内平瀬町の米海軍佐世保基地内ニミッツ・パークを使用して行われ、2日間で約20万人を集めた。
以降は同所をメイン会場として毎年開催され、米軍基地を抱える佐世保らしい夏の行事として定着していたが、2001年（平成13年）9月11日のアメリカ同時多発テロ事件以後、米軍敷地の借用や基地内立ち入りが厳しくなったことから、翌2002年（平成14年）8月3日・4日に市制100周年記念行事として第18回を開催したのを最後に中止を余儀なくされた。
その後、2004年（平成16年）に佐世保バーガーフェスティバルが新港町の佐世保駅再開発用地で開催され、翌2005年（平成17年）以降はさせぼシーサイドフェスティバルがかつてアメリカンフェスティバルが開かれていた時期に行われている。
2015年から、一般社団法人佐世保青年会議所を主幹団体としたアメリカンフェスティバル実行委員会が立ち上がり、再び再開した。2015年、2016年、2018年に実施。（2017年は台風のため中止）
中止となった2017年には、きらきらフェスティバルとのコラボで、11月に島瀬公園にてアメリカンフェスティバルミニが開催された。

## 主なイベント
- アトラクション
  - 米海軍第7艦隊ブラスバンド演奏
  - 海上自衛隊佐世保音楽隊演奏
  - 花火大会
- ステージショー
- ゲーム
- バザー
- ビーチバレーボール大会

## 来演者
- 杏里（第1回）
- 河合奈保子（第1回）
- Survivor - ニミッツパーク内ライブ
- Steve Lukather - ニミッツパーク内ライブ
- Joe Lynn Turner - ニミッツパーク内ライブ
- Glenn Hughes - ニミッツパーク内ライブ
- John Wetton - ニミッツパーク内ライブ（1999年）
- Uncle Kracker - ニミッツパーク内ライブ（2016年）
- LC rocks - ニミッツパーク内ライブ（2018年）
- Hip Hop Hooray - ニミッツパーク内ライブ（2018年）
- Encore - ニミッツパーク内ライブ（2018年）
- Twisted Throttle - ニミッツパーク内ライブ（2018年）
- テツandトモ（第18回）
- w-inds.（第18回）
- AI-SACHI（第18回）